# Мелурень (Арджеш)
Мелурень, Мелурені (рум. Mălureni) — село у повіті Арджеш в Румунії. Адміністративний центр комуни Мелурень.
Село розташоване на відстані 125 км на північний захід від Бухареста, 26 км на північ від Пітешть, 116 км на північний схід від Крайови, 88 км на південний захід від Брашова.

## Населення
За даними перепису населення 2002 року у селі проживали 1354 особи, усі — румуни. Усі жителі села рідною мовою назвали румунську.